# Ptychadena christyi
Ptychadena christyi là một loài ếch trong họ Ptychadenidae.
Loài này có ở Cộng hòa Dân chủ Congo và Uganda.
Các môi trường sống tự nhiên của chúng là các khu rừng ẩm ướt đất thấp nhiệt đới hoặc cận nhiệt đới và đầm nước ngọt có nước theo mùa.